# Стадион Краљ Петар Први
Стадион Краљ Петар Први, такође познат и као стадион ФК Рад, је фудбалски стадион у Београду на којем игра ФК Рад. Стадион се налази у насељу Бањица у општини Вождовац. Капацитет стадиона је око 6.000 места.
Прва званична утакмица на овом стадиону је одиграна 13. августа 1977. између домаће екипе Рада и македонског тима Брегалница из Штипа, а Рад је победио са 2:0. Први стрелац на овом стадиону је био Драган Кокотовић у 19-ом минуту овог меча.

## Историја

### Европска Такмичења
| Сезона   | Такмичење | Коло        | Држава | Клуб        | Дом. терен |
| -------- | --------- | ----------- | ------ | ----------- | ---------- |
| 1989/90. | УЕФА Куп  | 1. коло кв. | Грчка  | Олимпијакос | 2:1        |

На Стадиону је био пун капацитет током меча Олимпијакоса и Рада.Током сезоне 2010/11 Рад је био 4. место у Суперлиги Србије и добио је премију за квалификације , Тим Рада је имао 2 утакмице у Србији (Прва против Тре Пене где је победио 6:0 а она против Олимпијакос Волос где је дпживео пораз) мечеви су требали бити играни на Стадиону Краља Петра Првог али због недостатка ставки из УЕФА листе стадиона , где стадион осим капацитета нема ниједну ставку спремну мечеви су били играни на Стадиону Милош Обилић.

### Домаћа Такмичења
Стадион је имао квалификације потребне да буде коришћен у Суперлиги , Првој лиги и сада Српској Лиги Београд где сада Рад тренутно игра. Стадион сада неиспуњава капацитете за Суперлигу али може играти мечеве у Првој Лиги.